# Lista de artilheiros da Copa do Mundo FIFA de 2002
Esta é uma lista de todos os jogadores que marcaram gols na Copa do Mundo de 2002, na Coreia do Sul e no Japão. Ao todo, 161 gols foram marcados em 64 jogos, uma média de 2,51 gols por jogo. O brasileiro Ronaldo Nazário foi o artilheiro da edição, marcando 8 gols. 109 jogadores marcaram gols. Apenas a Arábia Saudita, a China e a França não marcaram gols.
| 8 gols - Ronaldo 5 gols - Rivaldo - Miroslav Klose 4 gols - Jon Dahl Tomasson - Christian Vieri 3 gols - Pauleta - Marc Wilmots - Papa Bouba Diop - Ilhan Mansız - Robbie Keane - Michael Ballack - Fernando Morientes - Raúl - Henrik Larsson 2 gols - Ronaldinho Gaúcho - Rónald Gómez - Michael Owen - Junichi Inamoto - Jared Borgetti - Henri Camara - Nelson Cuevas - Ahn Jung-Hwan - Fernando Hierro - Hasan Sas - Umit Davala - Brian McBride - Landon Donovan | 1 gol - Gabriel Batistuta - Hernán Crespo - Wesley Sonck - Peter van der Heyden - Johan Walem - Roberto Carlos - Edmilson - Júnior - Samuel Eto'o - Patrick Mboma - Winston Parks - Paulo Wanchope - Mauricio Wright - Ivica Olić - Milan Rapaić - Agustín Delgado - Edison Méndez - David Beckham - Sol Campbell - Rio Ferdinand - Emile Heskey - Oliver Bierhoff - Marco Bode - Carsten Jancker - Thomas Linke - Oliver Neuville - Bernd Schneider - Dennis Rommedahl - Alessandro Del Piero - Gary Breen - Damien Duff - Matt Holland - Hiroaki Morishima - Takayuki Suzuki - Hidetoshi Nakata - Cuauhtémoc Blanco - Gerardo Torrado - Julius Aghahowa - Francisco Arce - Jorge Luis Campos - Roque Santa Cruz | - Paweł Kryszałowicz - Emmanuel Olisadebe - Marcin Zewlakow - Beto - Rui Costa - Vladimir Beschastnykh - Valery Karpin - Dmitri Sychev - Egor Titov - Salif Diao - Khalilou Fadiga - Sebastjan Cimirotic - Quinton Fortune - Benni McCarthy - Teboho Mokoena - Siyabonga Nomvethe - Lucas Radebe - Song Chong-Guk - Lee Eul-Yong - Park Ji-Sung - Seol Ki-Hyeon - Hwang Seon-Hong - Yoo Sang-Chul - Gaizka Mendieta - Juan Carlos Valerón - Niclas Alexandersson - Anders Svensson - Raouf Bouzaiene - Emre Belözoğlu - Bülent Korkmaz - Hakan Şükür - John O'Brien - Clint Mathis - Diego Forlán - Richard Morales - Darío Rodríguez - Álvaro Recoba |

- Jorge Costa a favor de  Estados Unidos
- Jeffrey Agoos a favor de  Portugal
- Carles Puyol a favor de  Paraguai